# Vinarija Tonković
Vinariju Tonković je heritage vinarija iz Vojvodine. Proizvodi rosé, desertno vino i tri linije kadarke.
Projekt Vina Tonković pokrenuli su hrvatski liječnik Miro Reljanović, njegova supruga neurologinja Gordana Tonković te bivši diplomat Ignacije Tonković, dugogodišnji upravitelj Zoološkog vrta na Paliću i legenda vojvođanske javne scene.
Vojvođanska hrvatska obitelj Tonković početkom 2000-tih kupila je desetak hektara zemlje u Kraljevom Brigu na Subotičko-horgoškoj pješčari. Vinarija je osnovana 2006. radi oživljenja kadarke, povijesne vojvođanske i slavonske sorte grožđa. Kadarku je Vinarija Tonković izabrala kao heritage vinarija i jer je dio kulture njihova kraja i njegova terroira, Subotičko-horgoške pješčare. U Vojvodini i Slavoniji je gotovo potpuno izumrla, ali u Mađarskoj daje neka od najboljih mađarskih crnih vina, a do 1960-ih dominirala je i u Vojvodini i u Slavoniji, gdje ju je zbog manje osjetljivosti istisnuo crni pinot. Kadarku je zasadila na oko 7,5 ha  i to je jedina zasađena sorta.
Na preostalih hektar i pol vinograda obitelj planira saditi neke od autentičnih starih bijelih sorti poput kevedinke. Prve loze kadarke zasadili su na pješčanom tlu, jer žele proizvoditi drugačiju kadarku. Radi oživljenja kadarke i unaprijeđenja proizvodnje ostvarili su stručnju suradnju s enolozima iz Mađarske (Sveučilište u Segedinu), i iz Španjolske, iz vinske regije Rioje, Sveučilišta u Novom Sadu, radi pravljenja suvremena i elegantna vina od ove stare autohtone sorte Panonske ravnice, korijena sa Skadarskog jezera, iz 17. stoljeća.
U pješčanoj dini ukopali su i izgradili podrum, stalne temperature od 14 stupnjeva Celzijevih, uredili salaš i proizvodnja je krenula. Kadarku su Tonkovići uspjeli afirmirati kao jedno od najvažnijih bačkih vina koje je konkurentno i u međunarodnim okvirima zahvaljujući viziji bivšeg diplomata i legende vojvođanske javne scene Ignacija Tonkovića. Postignut je uspjeh i o tome svjedoče Decanterove nagrade: od kadarke Tonković Fantazija 2011 i Rapsodija 2012 dobile su Decanterove brončane medalje, Rosé 2014 dobio je preporuku za lokalnu sortu, a Tonkovićeve kadarke ušle su u Muzej vina u Bordeauxu.

## Vanjske poveznice
- Vinarija Tonković  Arhivirana inačica izvorne stranice od 25. studenoga 2017. (Wayback Machine) Kadarka
- Vinarija Tonković  Arhivirana inačica izvorne stranice od 26. studenoga 2017. (Wayback Machine) Terroir